# کارلوس گوارا
کارلوس گوارا (اسپانیایی: Carlos Guevara‎؛ زادهٔ ۳ آوریل ۱۹۳۰ - درگذشته نامشخص) بازیکن فوتبال اهل مکزیک بود.
از باشگاه‌هایی که در آن بازی کرده‌است می‌توان به باشگاه فوتبال پوئبلا اشاره کرد.
وی همچنین در تیم ملی فوتبال مکزیک بازی کرده‌است.